# Asparagus ovatus
Asparagus ovatus — вид рослин із родини холодкових (Asparagaceae).

## Біоморфологічна характеристика
Це багаторічна витка рослина 100–150 см заввишки.

## Середовище проживання
Ареал: ПАР (Капські провінції).